# Vultee Aircraft
Vultee Aircraft Corporation, ustanovljen leta 1939, je bil ameriški proizvajalec letal. Leta 1943, se je podjetje združilo s Consolidated v Consolidated - znan tudi kot Convair, ki je obstajal do leta 1996. Dele Convaira sta kupili podjetji Lockheed Corporation in McDonnell Douglas

## Letala
- Vultee A-31 Vengeance
- Vultee XA-41
- Vultee BT-13 Valiant
- Vultee XP-54
- Vultee P-66 Vanguard
- Vultee XP-68 Tornado
- Vultee V-1
- Vultee V-11